# Gare de Boevange
La gare de Boevange est une gare ferroviaire luxembourgeoise de la ligne de l'Attert, située dans la localité de Boevange-sur-Attert, ancienne commune aujourd'hui intégrée à la commune d'Helperknapp, dans le canton de Mersch.
C'était une gare voyageurs de la Société nationale des chemins de fer luxembourgeois (CFL), avant sa fermeture en 1969.

## Situation ferroviaire
Établie à 235 mètres d'altitude, la gare de Boevange était située au point kilométrique (PK) 38,9 de la ligne de l'Attert, entre les gares d'Useldange et de Bissen.

## Histoire
La gare de Boevange est mise en service par la Société anonyme luxembourgeoise des chemins de fer et minières Prince-Henri, lors de l'ouverture à l'exploitation de la section de Steinfort à Ettelbruck le 20 avril 1880.
La gare est fermée le 5 avril 1969, en même temps que le trafic voyageurs sur la ligne de l'Attert, ainsi que l'exploitation même de la quasi-totalité de la ligne.

## Service des voyageurs
Gare fermée depuis le 5 avril 1969. Le bâtiment voyageurs a été démoli, un monument rappelle de nos jours l'existence d'une gare à cet emplacement.